# Maner
Maner (hindi: मनेर, urdú: منیر) és una ciutat (àrea notificada) al Districte de Patna a Bihar, Índia. Té una població de 26.912 habitants segons el cens del 2001. Està a uns 30 km a l'oest de Patna prop de la confluència del riu Son i el Ganges (de fet fou fundada en aquesta confluència però n'estava a 5 km al sud el 1812 i a 10 km al sud el 1907)

## Història
Fundada a la confluència de dos rius fou sempre una posició estratègica. S'esmenta en una inscripció de 1126 quan el raja de Kanauj la va cedir a un braman de nom Maniyara a canvi d'un impost. A l'època mongol fou una pargana de 80.000 bighas a la suba de Bihar. La tradició diu que en aquesta ciutat hi havia la tomba Tadj al-Din Khangah, nebot de Mahmud de Gazni. Una altra tradició diu que un santó iemenita de nom Mumin Arif, s'hi va establir vers 1180 i que fou turmentat pel raja local; va poder fugir a Medina i va tornar amb un contingent armat musulmà manat per Hadrat Tadj Fakih que va derrotar el raja i va destruir el temple. Tadj va retornar a Medina i va deixar als seus parents en el govern local, però la seva autoritat sembla que fou espiritual, ja que el net Shaykh Yahya Maneri (+ 1291) és el sant més famós de Bihar i origen d'una línia de sants locals; la seva tomba fou visitada per Sikandar Lodi, Baber, Humayun i Akbar; més famós encara fou el seu fill Sharaf al-Din Maneri; la tomba del vuitè descendent Abu Yazid conegut com a Makhdum Shah Dawlat (+1609), és considerada el millor edifici musulmà del Bihar. Al segle xvii, al desviar-se el curs del riu, la ciutat va perdre importància.